# إسلام محمد زكي
إسلام محمد زكي هو لاعب كرة قدم مصري في مركز الوسط، ولد في 18 يناير 1988 في محافظة المنوفية في مصر. شارك مع منتخب مصر تحت 23 سنة لكرة القدم. أما مع النوادي، فقد لعب مع طلائع الجيش ونادي الشمس ونادي مازيا.

## وصلات خارجية
- إسلام محمد فهيم على موقع Soccerway.com (الإنجليزية)